# Чорнухинська волость (Слов'яносербський повіт)
Чорнухинська волость — історична адміністративно-територіальна одиниця Слов'яносербського повіту Катеринославської губернії.
Станом на 1886 рік складалася з 3 поселень, 2 сільських громад. Населення — 5864 особи (2865 чоловічої статі та 2999 — жіночої), 792 дворових господарства.
|                     | Площа, десятин | У тому числі орної, дес. |
| ------------------- | -------------- | ------------------------ |
| Сільських громад    | 13779          | 11170                    |
| Приватної власності | —              | —                        |
| Іншої власності     | 252            | 42                       |
| Загалом             | 14031          | 11212                    |

Основні поселення волості:
- Чорнухине — власницьке село при вершині річки Чорнуха за 55 верст від повітового міста, 2691 особа, 327 дворів, православна церква, школа, 2 лавки, рейнський погріб, 3 ярмарки на рік. За 2 версти — залізнична казарма.
- Ольховатка — власницьке село при річках Ольховатка та Булавина, 2848 особи, 402 двір, 2 лавки, рейнський погріб, 3 ярмарки на рік.